# Bejt Kerem
Bejt Kerem bylo starověké sídlo v Galileji, které se nacházelo poblíž dnešního města Karmi'el, možná na místě arabského města Madžd al-Kurúm. Je podle něj pojmenováno Bejtkeremské údolí.